# Flecha Valona 1951
La Flecha Valona 1951 se disputó el 21 de abril de 1951, y supuso la edición número 15 de la carrera. El ganador fue el suizo Ferdi Kübler. El italiano Gino Bartali y el francés Jean Robic fueron segundo y tercero respectivamente. 

## Clasificación final
| Pos. | Ciclista         | Equipo             | Tiempo   |
| ---- | ---------------- | ------------------ | -------- |
| 1    | Ferdi Kübler     | Fréjus             | 6h21'59" |
| 2    | Gino Bartali     | Bartali-Brooklyn   | s.t.     |
| 3    | Jean Robic       | Fiorelli           | s.t.     |
| 4    | Louison Bobet    | Bottecchia         | s.t.     |
| 5    | Nedo Logli       | Ganna              | a 24"    |
| 6    | Jean Brun        | Terrot             | s.t.     |
| 7    | Marcel Kint      | Mercier-Hutchinson | s.t.     |
| 8    | Bernard Gauthier | Mercier-Hutchinson | s.t.     |
| 9    | Fiorenzo Magni   | Ganna              | s.t.     |
| 10   | Raymond Impanis  | Girardengo-Ursus   | s.t.     |